# فوجیمی، ناگانو
فوجیمی، ناگانو (به لاتین: Fujimi, Nagano) یک منطقهٔ مسکونی در ژاپن است که در استان ناگانو واقع شده‌است. فوجیمی ۱۴۴٫۷۶ کیلومترمربع مساحت و ۱۴٬۷۲۶ نفر جمعیت دارد.

## خواهرخوانده
شهر کاواساکی، کاناگاوا خواهرخواندهٔ فوجیمی، ناگانو هست.